# Povrly
Povrly (německy Pömmerle, Pömerle) jsou obec na levém břehu Labe v údolí Královského potoka, asi devět kilometrů východně od Ústí nad Labem v nadmořské výšce od 143 metrů. Žije v nich přibližně 2 300 obyvatel. Prochází jimi železniční koridor Děčín–Břeclav a silnice I/62. S obcí Velké Březno na pravém břehu Labe je spojuje říční přívoz. Západně od obce se nachází přírodní rezervace Kozí vrch.

## Části obce
- Povrly (k. ú. Povrly, Český Bukov, Lužec u Petrova Mlýna, Lysá a Šachov)
- Mírkov (k. ú. Mírkov, včetně ZSJ Blansko)
- Neštědice (k. ú. Neštědice a Mašovice pod Vysokým kamenem)
- Roztoky (k. ú. Roztoky nad Labem)
- Slavošov (k. ú. Slavošov)

## Název
Název vesnice je odvozen ze spojení ves povrlů nebo lidí povrlých ve smyslu nevrlých. V historických pramenech se jméno vsi objevuje ve tvarech: Pouerl (1186), Pourrili (1188), Powrly (1384), w Powrli (1527), w Powrlj (1554), Pemmerlein (1584), „v ves Powrlij“ (1601), w Powrljch (1601), Pemerle (1654 a 1720), Bemerle (1679), Pömerle a Bemmerle (1787) a Pömmerle (1833).

## Historie
První písemná zmínka o Povrlech pochází z roku 1186.  V letech 1938 až 1945 byly Povrly (v důsledku uzavření Mnichovské dohody) přičleněny k nacistickému Německu.

## Obyvatelstvo
Při sčítání lidu v roce 1921 zde žilo 975 obyvatel (z toho 498 mužů), z nichž bylo sedmnáct Čechoslováků, 879 Němců, jeden Žid a 78 cizinců. Většina se hlásila k římskokatolické církvi, ale 58 lidí bylo členy evangelických církví, čtyři lidé patřili k izraelské církvi a 39 jich bylo bez vyznání. Podle sčítání lidu z roku 1930 měla vesnice 1 319 obyvatel: osmdesát Čechoslováků, 1 103 Němců a 136 cizinců. Stále převažovala římskokatolická většina, ale žilo zde také 87 evangelíků, devět členů církve československé, jeden žid a 272 lidí bez vyznání.
| | 1869 | 1880 | 1890 | 1900 | 1910 | 1921 | 1930 | 1950 | 1961 | 1970 | 1980 | 1991 | 2001 | 2011 |
| --- | ---- | ---- | ---- | ---- | ---- | ---- | ---- | ---- | ---- | ---- | ---- | ---- | ---- | ---- |
| Obyvatelé | 946  | 952  | 1033 | 1164 | 1444 | 1525 | 1908 | 1474 | 1490 | 1344 | 1598 | 1293 | 1211 | 1330 |
| Domy | 142  | 158  | 165  | 175  | 194  | 208  | 293  | 498  | 351  | 224  | 223  | 220  | 233  | 271  |
| Tabulka zahrnuje údaje osad Český Bukov, Lužec, Lysá, Šachov a zaniklé vsi Maškovice. Data z roku 1961 zahrnují i domy z místních částí Neštědice a Roztoky. |      |      |      |      |      |      |      |      |      |      |      |      |      |      |

## Průmysl
Tradice ve zpracování barevných kovů (měď, mosaz). Rekreační oblast, v obci koupaliště, zimní a fotbalový stadion.

## Pamětihodnosti

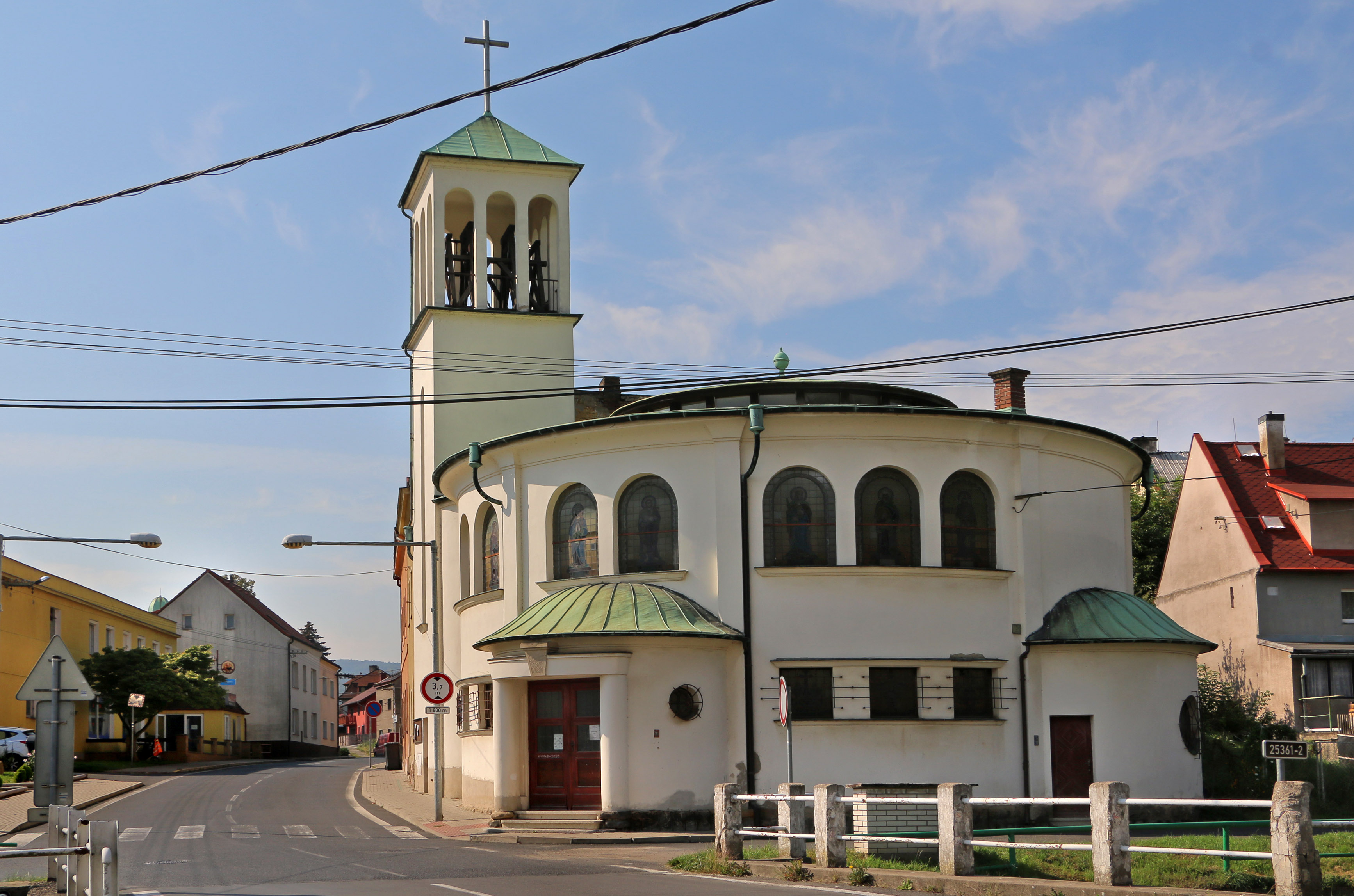
Kostel Navštívení Panny Marie

- Kaple v Šachově. Kaple se nachází v zadní části obce, nově (2011) opravená. Věžička bez zvonu.
- Zaniklý kostel Narození sv. Jana Křtitele v Českém Bukově. Kostel z konce 18. století byl roku 1977 pro zchátralost odstřelen. V minulosti se zde nacházely tři zvony – jeden byl přenesen do kostela sv. Šimona a Judy v Mojžíři, další dva byly zrekvírovány.
- Kostel Navštívení Panny Marie. Moderní kostel z roku 1936 s vysokou jižní věží. Již se zvonem.
- Kaple z roku 1812 v Lysé. Kaple stojí při průjezdní cestě v obci, během 20. století značně zchátrala, roku 1996 byla rekonstruována. Věžička bez zvonu.
- Štola Anna v Roztokách
- Poblíž Mírkova se nachází zřícenina hradu Blansko·

## Galerie

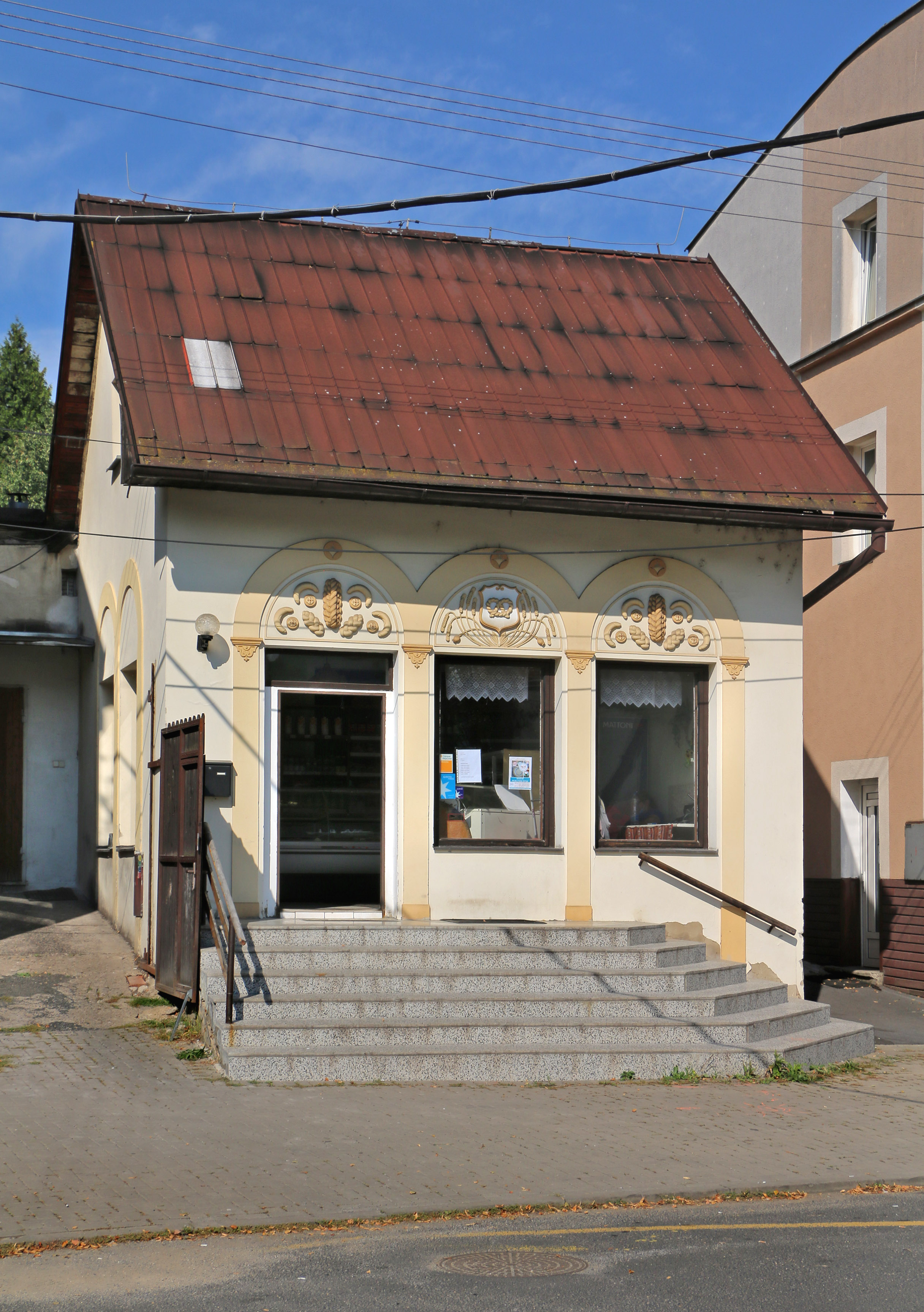
Obchůdek u hlavní silnice
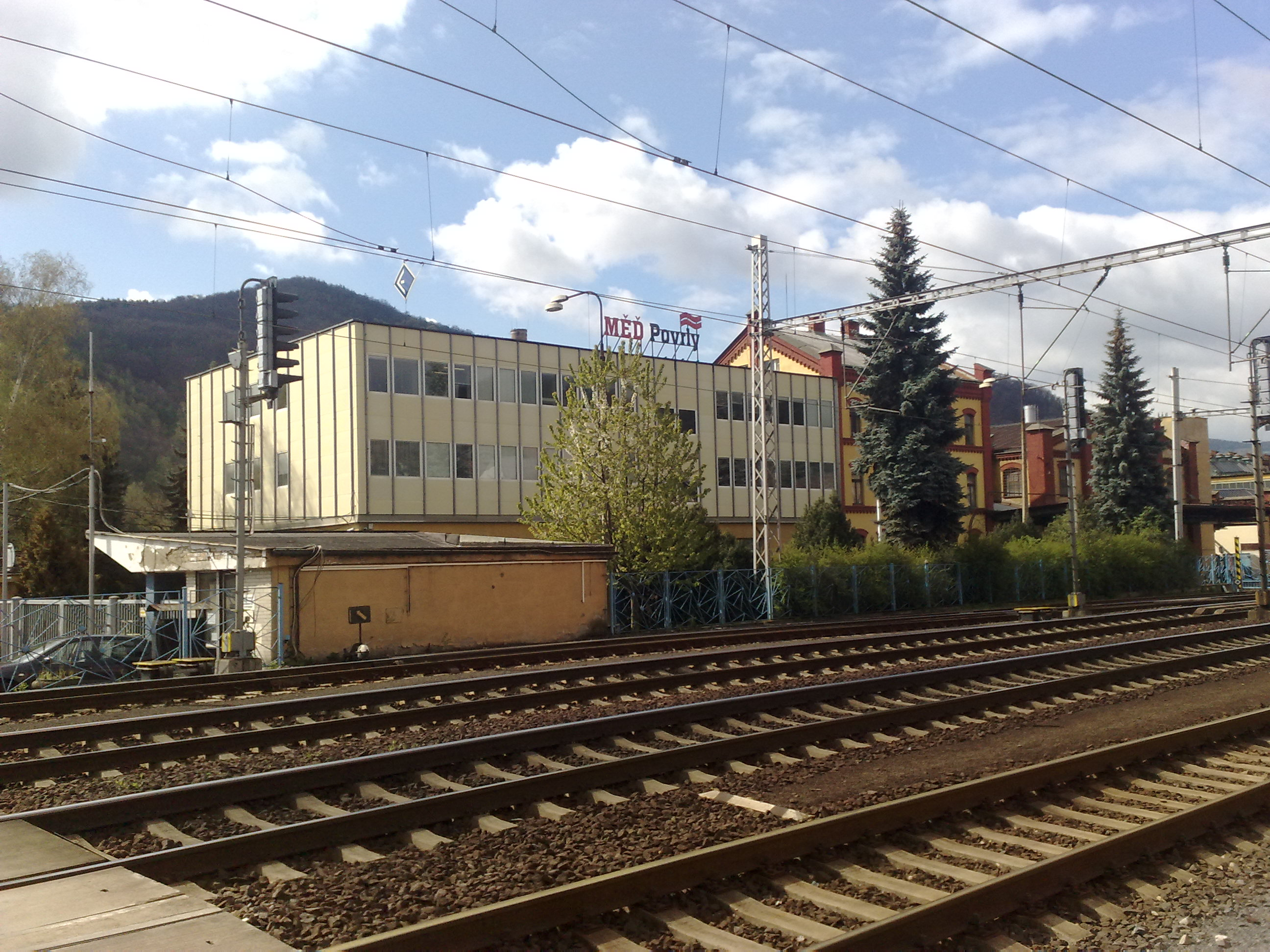
Společnost Měď Povrly
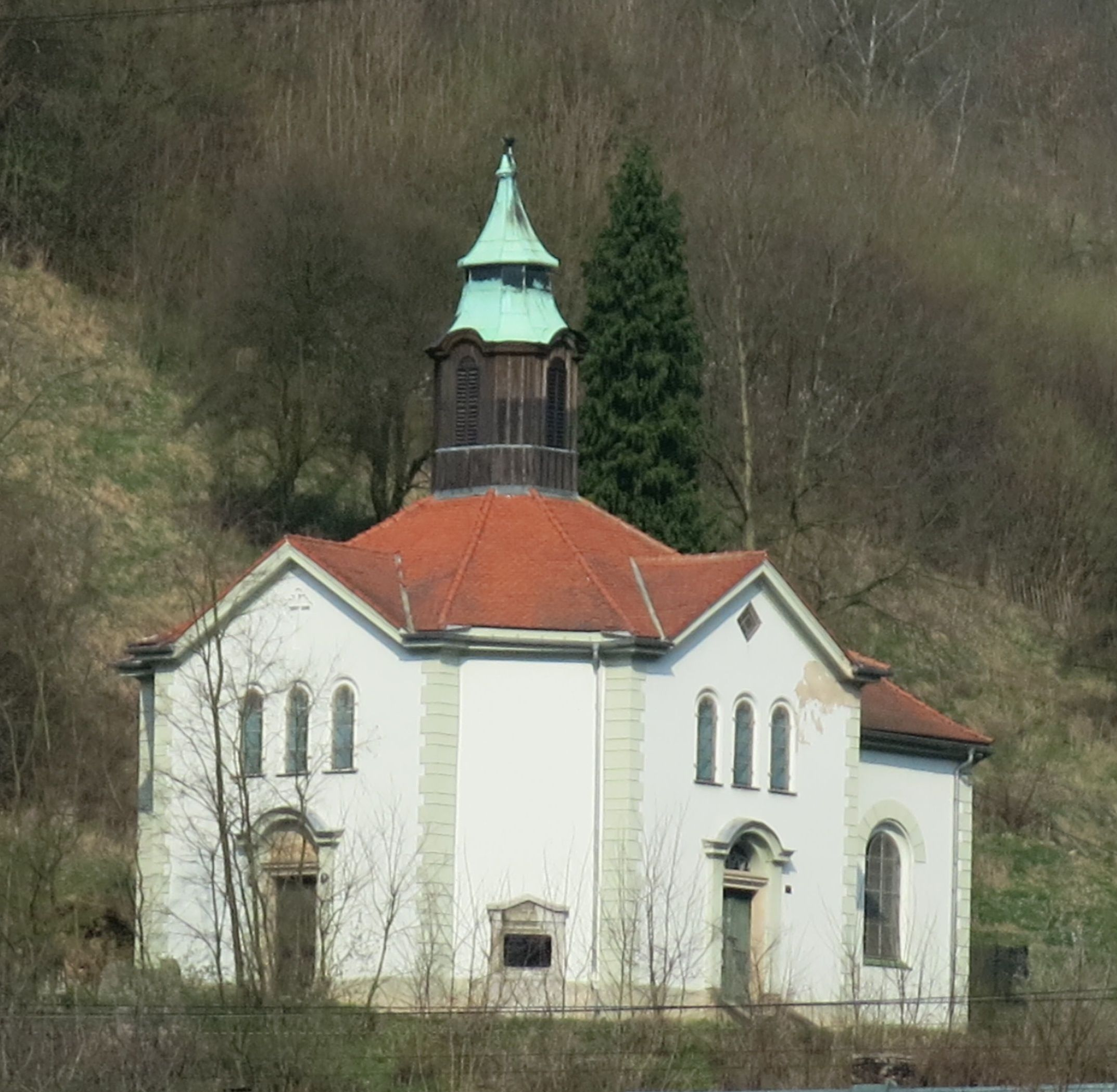
Kostel v Roztokách
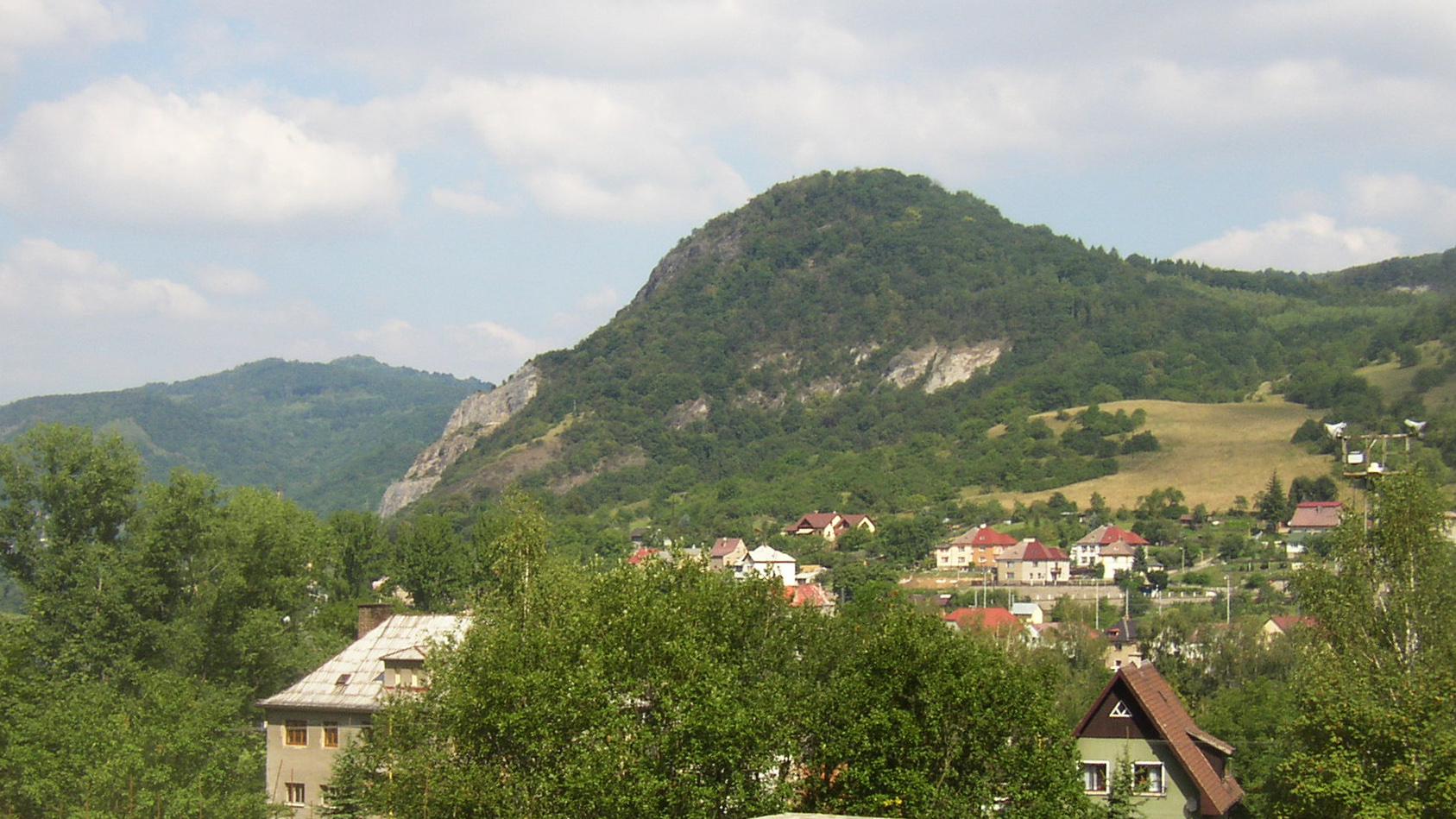
Kozí vrch